# Henry (mértékegység)
A henry (jele: H) az induktivitás mértékegysége. Nevét az amerikai fizikusról Joseph Henry-ről (1797–1878) kapta aki felfedezte az induktivitást, amit vele párhuzamosan és függetlenül Michael Faraday (1791–1867) is felfedezett. Az induktivitás (L) mértékét henryben (H), millihenryben (mH), vagy mikrohenryben (μH) fejezik ki. Leggyakrabban a fizikában és elektronikában használatos mértékegység.
Az induktivitás a tekercs D átmérőjétől, n menetszámától, valamint az esetleges vasmag mágneses permeabilitásától függ. Az induktivitást lényegesen befolyásolja még a tekercselés módja valamint az árnyékolás is. Hatással lehet rá a huzal milyensége, ellenállása a huzal szigetelésének vastagsága, valamint a bőrhatás is. A gyakorlatban a sok tényező következtében lehetetlen tetszőleges pontossággal megadni az induktivitást viszont értékére többé-kevésbé pontos közelítő értéket kaphatunk. 
Ez a gyakorlatban nagy hátrány mivel bizonyos áramköröknél, mint a rezgőkörök esetében az induktivitás pontos beállítása szükséges. Az induktivitás pontos beállítására a legegyszerűbben az úgynevezett állítható induktort alkalmazzák.

## Definíció
Ha egy áramkörön átfolyó áram változásának sebessége 1 amper per szekundum, és az így keletkező elektromotoros erő 1 volt, akkor az áramkör induktanciája pontosan 1 henry. 
{\displaystyle {\mbox{H}}={\dfrac {{\mbox{kg}}\cdot {\mbox{m}}^{2}}{{\mbox{C}}^{2}}}={\dfrac {{\mbox{kg}}\cdot {\mbox{m}}^{2}}{{\mbox{s}}^{2}\cdot {\mbox{A}}^{2}}}={\dfrac {\mbox{J}}{{\mbox{A}}^{2}}}={\dfrac {{\mbox{T}}\cdot {\mbox{m}}^{2}}{\mbox{A}}}={\dfrac {\mbox{Wb}}{\mbox{A}}}={\dfrac {{\mbox{V}}\cdot {\mbox{s}}}{\mbox{A}}}={\dfrac {{\mbox{s}}^{2}}{\mbox{F}}}={\dfrac {\mbox{1}}{{\mbox{F}}\cdot {\mbox{Hz}}^{2}}}=\Omega \cdot {\mbox{s}}}
ahol
- A = amper,
- C = coulomb,
- F = farad,
- J = joule,
- kg = kilogramm,
- m = méter,
- s = másodperc,
- Wb = weber,
- T = tesla,
- V = volt,
- Hz = hertz
- Ω = ohm.

A henry fizikai dimenziói a következő: {\displaystyle \mathrm {1\ H=1\ kg\cdot m^{2}\cdot s^{-2}\cdot A^{-2}} }